# Championnat de Suisse de hockey sur glace 1952-1953
Saison précédente Saison suivante
La saison 1952-1953 est la 44e saison du championnat de Suisse de hockey sur glace.

## Ligue nationale A

### Classement
| Clt   | Équipe                  | PJ | V  | D  | N | BP | BC | Diff | Pts |
| ----- | ----------------------- | -- | -- | -- | - | -- | -- | ---- | --- |
| +001, | HC Arosa (T)            | 14 | 14 | 0  | 0 | 98 | 39 | +59  | 28  |
| +002, | Young Sprinters HC      | 14 | 10 | 4  | 0 | 69 | 43 | +26  | 20  |
| +003, | Grasshopper Club Zurich | 14 | 7  | 6  | 1 | 58 | 54 | +4   | 15  |
| +004, | Zürcher SC              | 14 | 6  | 8  | 0 | 78 | 71 | +7   | 12  |
| +005, | HC Davos                | 14 | 5  | 8  | 1 | 71 | 76 | -5   | 11  |
| +006, | CP Berne                | 14 | 5  | 8  | 1 | 43 | 57 | -14  | 11  |
| +007, | Lausanne HC             | 14 | 3  | 9  | 2 | 40 | 85 | -45  | 8   |
| +008, | HC Bâle-Rotweiss        | 14 | 3  | 10 | 1 | 37 | 69 | -32  | 7   |

- En gras : champion de Suisse
- En italique : en barrage de promotion/relégation LNA/LNB

Arosa remporte le 3e titre de son histoire, le 3e consécutivement.

### Barrage de promotion/relégation LNA/LNB
Il se dispute le 4 mars 1953 à la patinoire du Dolder, à Zurich :
- HC Bâle-Rotweiss - HC Ambrì-Piotta 3-7 (0-1 2-4 1-2)

Ambrì-Piotta accède à la LNA pour la première de son histoire, prenant ainsi la place de Bâle dans l'élite.

## Ligue nationale B

### Saison régulière

#### Groupe I
Vainqueur : HC Saint-Moritz

#### Groupe II
Vainqueur : HC Ambrì-Piotta

#### Groupe III
| Clt   | Équipe                   | PJ | V | D | N | BP | BC | Diff | Pts |
| ----- | ------------------------ | -- | - | - | - | -- | -- | ---- | --- |
| +001, | HC La Chaux-de-Fonds (T) | 6  | 4 | 0 | 2 | 43 | 7  | +36  | 10  |
|       | HC Viège                 | 6  | 4 | 0 | 2 | 26 | 6  | +20  | 10  |
| +003, | Gstaad                   | 6  | 2 | 4 | 0 | 16 | 34 | -18  | 4   |
| +004, | EHC Rot-Blau Bern (de)   | 6  | 0 | 6 | 0 | 5  | 43 | -38  | 0   |

Barrage pour la 1re place :
- HC La Chaux-de-Fonds - HC Viège 0-4

### Poule finale
| Clt   | Équipe          | PJ | V | D | N | BP | BC | Diff | Pts |
| ----- | --------------- | -- | - | - | - | -- | -- | ---- | --- |
| +001, | HC Ambrì-Piotta | 4  | 3 | 1 | 0 | ?  | ?  | ?    | 6   |
| +002, | HC Viège        | 4  | 2 | 2 | 0 | 7  | 9  | -2   | 4   |
| +003, | HC Saint-Moritz | 4  | 1 | 3 | 0 | ?  | ?  | ?    | 2   |

- En gras : qualifié pour le barrage de promotion/relégation LNA/LNB

### Barrage de promotion/relégation LNB/Série A
HC Gottéron - EHC Thalwil 12-2.
Gottéron accède à la LNB pour la première fois de son histoire.